# حسن عمید
حسن عمید (زادهٔ ۱۲۸۹ خورشیدی در مشهد – درگذشتهٔ ۱۹ شهریور ۱۳۵۸) فرهنگ‌نویس، نویسنده و روزنامه‌نگار نامدار ایرانی بود. او نویسندهٔ فرهنگ عمید است که از پرکاربردترین فرهنگ‌های معاصر فارسی قلمداد می‌گردد.

## زندگی و فعالیت‌ها
حسن عمید در نیمهٔ دوم سده ۱۳ هجری خورشیدی، در شهر مشهد چشم به جهان گشود. او تحصیلات خود را نیز در همان شهر انجام داد. عمید در جوانی عضو انجمن ادبی شد و کار روزنامه‌نگاری، نویسندگی و فرهنگ‌نویسی را از همان سال‌ها آغاز کرد. او در نشریهٔ خراسان مطلب می‌نوشت. از جمله مهم‌ترین فعالیت‌های روزنامه‌نگاری حسن عمید در مشهد، سردبیری سالنامهٔ خراسان و روزنامه طوس بود. وی در سال ۱۳۱۳ چاپ روزنامه طوس را به صورت هفتگی در مشهد آغاز کرد. او سال‌ها در خراسان به پیشهٔ روزنامه‌نگاری مشغول بود.
به دنبال اشغال ایران در جنگ جهانی دوم، که طی آن شهر مشهد به دست نیروهای اتحاد جماهیر شوروی افتاد، شوروی‌ها عمید را از مشهد اخراج و به تهران تبعید کردند. در پی این اقدام، عمید با دفتر نخست‌وزیری ایران نامه‌نگاری کرده و خواستار دادن اجازهٔ بازگشت به مشهد به خاطر گرفتاری‌های خانوادگی‌اش می‌شود که اسناد این نامه‌نگاری در کتاب «اسنادی از احزاب سیاسی در ایران (۱۳۲۰‎-۱۳۴۰هـ. ش)» به چاپ رسیده‌است.
حسن عمید چندین دهه از عمر خویش را صرف پژوهش دربارهٔ فرهنگ واژگان و فرهنگ‌نویسی کرد. او در این سال‌ها چندین فرهنگ واژگان فارسی نوشت که پرآوازه‌ترینشان، فرهنگ عمید است. عمید در سال ۱۳۵۵ خورشیدی، بابت واگذاری کلیه حقوق نشر همه فرهنگ‌هایش به عبدالرحیم جعفری، مالک و گردانندهٔ انتشارات امیرکبیر، یکی از بالاترین رقم‌های پرداخته‌شده به یک مؤلف ایرانی به‌عنوان حق تألیف مقطوع را، که برابر با یک میلیون تومان بود، دریافت کرد.
حسن عمید سرانجام در شهریورماه سال ۱۳۵۸ درگذشت.

## آثار
در جدول زیر مهم‌ترین آثار حسن عمید در کنار سال نخست چاپشان فهرست شده‌اند:
| اثر                         | سال نشر                         | توضیحات                |
| --------------------------- | ------------------------------- | ---------------------- |
| اسرار مانیتیسم              |                                 |                        |
| بر خرابه‌های تخت جمشید       | ۱۳۱۰                            |                        |
| سالنامهٔ خراسان              | سال چهارم: ۱۳۱۶، سال پنجم: ۱۳۱۷ |                        |
| غلط‌های فاحش فرهنگ‌های فارسی  |                                 |                        |
| فرهنگ عمید                  | ۱۳۴۲                            | در دو جلد              |
| نیکوکاران                   | ۱۳۱۵                            | بخش اول، محل نشر: مشهد |
| فرهنگ نو                    | ۱۳۰۸، ۱۳۳۳                      |                        |
| فرهنگ کوچک عمید             |                                 |                        |
| فرهنگ مفصل عمید             |                                 |                        |
| فرهنگ برگزیدهٔ عمید          |                                 |                        |
| فرهنگ جیبی عمید             | ۱۳۳۵                            |                        |
| فرهنگ دبیرستانی عمید        |                                 |                        |
| فرهنگ تاریخ و جغرافیای عمید | ۱۳۴۷                            |                        |
| طب جدید                     |                                 |                        |